# I Got a Brand New Egg Layin' Machine
Albums de Goon Moon
Licker's Last Leg
(2007)
I Got a Brand New Egg Layin' Machine, sorti en 2005, est le premier album du groupe de rock californien Goon Moon. Il s'agit d'un EP de rock relativement expérimental. I Got a Brand New Egg Layin' Machine a été enregistré au Rancho de La Luna, là où Josh Homme enregistre ses Desert Sessions.

## Liste des titres
Toutes les compositions sont de Chris Goss et Jeordie White.
1. The Weird Wood Shed - 59 s
2. Mud Puppies - 2 min 00 s
3. Inner Child Abuse - 2 min 51 s
4. The Smoking Man Returns - 2 min 26 s
5. At the Kit Kat Klub - 39 s
6. Rock Weird (Weird Rock) - 2 min 34 s
7. Mashed - 2 min 24 s
8. I Got A Brand New Egg Layin' Machine - 2 min 59 s
9. No Umbrellas - 3 min 30 s
10. Apartment - 4 min 43 s

## Personnel
- Chris Goss : voix, guitare
- Jeordie White : voix, basse
- Zach Hill : batterie